# Caloptilia variegata
Caloptilia variegata là một loài bướm đêm thuộc họ Gracillariidae. Nó được tìm thấy ở vùng Viễn Đông Nga.